# Этмолит
Этмолит (англ. Ethmolith из др.-греч. ἠθμός, буквально «сито, решето, лукошко» и  суффикса -lith (лит) из др.-греч. λίθος «камень») — чашеобразное интрузивное тело с воронкообразным окончанием в нижней части, представляющим собой бывший магмоподводящий канал. 
Термин предложен Вильгельмом Саломоном в 1903 году при описании штока (относительно небольшое интрузивное тело неправильной формы) в горах Адамелло на юге Средних Альп. 
Границы плутонического массива  по отношению к второстепенной породе нечеткие и плавные.. Вмещающие осадочные слои по отношению к нижней крутопадающей поверхности этмолита наклонены вниз. Предполагают, что этмолит формируется на поздней стадии развития мощного силла по схеме силл > лополит > этмолит.